# Escansión
La escansión (de escandir, y éste del latín scandĕre, subir, medir los versos) es la división del verso en sus distintos componentes, por ejemplo, sus sílabas, los pies, el metro, etc. Ha recibido este nombre por analogía con el ascenso por una escalera. Escandir se refiere a que se separa todas las cosas del poema en partes, por ejemplo versos, sílabas, rimas, etc.